# Хантаев, Василий Харинаевич

Бюст Василию Хантаеву в Улан-Удэ

Васи́лий Харина́евич Ханта́ев (19 августа 1924, улус Байтог, Эхирит-Булагатский аймак, Бурят-Монгольская АССР — 29 апреля 1990, Улан-Удэ, Республика Бурятия) — участник Великой Отечественной войны, артиллерист, Герой Советского Союза (1945).

## Биография
Родился в семье крестьянина-бурята. После окончания десяти классов работал в управлении автодороги Иркутск — Качуг в должности счетовода.
В июле 1941 года призван в ряды РККА и направлен на обучение в полковую школу. С августа 1942 года принимал участие в боевых действиях на Воронежском и 1-м Украинском фронтах.
26 апреля — 2 мая 1945 года командир 76-миллиметрового орудия артиллерийского дивизиона 70-й механизированной Проскуровской бригады (9-й механизированный корпус, 3-я гвардейская танковая армия, 1-й Украинский фронт) комсомолец младший сержант Василий Хантаев особо отличился в уличных боях в Берлине. Несмотря на полученное в бою ранение, один остался у орудия и подавил зенитную пушку, мешавшую продвижению пехоты, подбил и сжёг несколько бронетранспортёров и автомашин противника.
Указом Президиума Верховного Совета СССР от 27 июня 1945 года за образцовое выполнение боевых заданий командования на фронте борьбы с немецко-фашистскими захватчиками и проявленные при этом мужество и героизм младшему сержанту Хантаеву Василию Харинаевичу присвоено звание Героя Советского Союза с вручением ордена Ленина и медали «Золотая Звезда» (№ 7836).
После войны окончил Сретенское военное пехотное училище. В 1947 году уволился в запас. В 1951 году окончил Иркутскую партийную школу, в 1961 году — Новосибирскую высшую партийную школу.
Работал директором совхоза в посёлке Усть-Ордынский, экономистом Эхирит-Булагатского производственного управления. Позже работал старшим инженером материально-технического снабжения в филиале Сибирского отделения Академии наук СССР в Улан-Удэ.
Скончался 29 апреля 1990 года.

## Награды
- Медаль «Золотая Звезда» Героя Советского Союза (27.06.1945)[1][2].
- Орден Ленина (27.06.1945).
- Орден Отечественной войны I степени (06.04.1985)[3].
- Орден Красной Звезды (17.08.1944)[4].

## Память
- В деревне Байтог установлен бюст В. Х. Хантаева.
- Байтогская средняя школа носит имя В. Х. Хантаева.
- На Аллее Героев Советского Союза и полных кавалеров ордена Славы в посёлке Усть-Ордынский установлена мемориальная плита в честь В. Х. Хантаева.
- Названа улица в городе Улан-Удэ
- 7 мая 2015 г. установлен бюст Герою Советского Союза Василию Хантаеву в сквере около здания Бурятского научного центра СО РАН в Улан-Удэ[5].